# آئودی اس۴
آئودی اس۴ (Audi S۴) خودرویی است که از سال ۱۹۹۱ تا کنون در آلمان تولید شده‌است. طراحی آن موتور جلو، خودرو چهار چرخ محرک بوده است. 